# Rasara Wijesuriya
W.A.M. Rasara Wijesuriya (* 24. November 2002) ist eine sri-lankische Leichtathletin, die sich auf den Langstreckenlauf spezialisiert hat.

## Sportliche Laufbahn
Erste internationale Erfahrungen sammelte Rasara Wijesuriya im Jahr 2025, als sie bei den Asienmeisterschaften in Gumi mit neuem Landesrekord von 32:21,62 min den siebten Platz im 10.000-Meter-Lauf belegte und über 5000 Meter mit 16:29,15 min auf Rang elf gelangte. Anschließend belegte sie bei den World University Games in Bochum in 32:52,20 min den achten Platz über 10.000 Meter und wurde in 15:52,60 min Elfte über 5000 Meter.
2024 wurde Wijesuriya sri-lankische Meisterin im 5000- und 10.000-Meter-Lauf sowie 2025 erneut über 10.000 Meter.

## Persönliche Bestleistungen
- 5000 Meter: 15:52,60 min, 26. Juli 2025 in Bochum (sri-lankischer Rekord)
- 10.000 Meter: 32:52,20 min, 21. Juli 2025 in Bochum (sri-lankischer Rekord)